# Luc Weibel
Pour les articles homonymes, voir Weibel.
 (avril 2024).
La mise en forme du texte ne suit pas les recommandations de Wikipédia : il faut le « wikifier ».
Les points d'amélioration suivants sont les cas les plus fréquents :
- Les titres sont pré-formatés par le logiciel. Ils ne sont ni en capitales, ni en gras.
- Le texte ne doit pas être écrit en capitales (les noms de famille non plus), ni en gras, ni en italique, ni en « petit »…
- Le gras n'est utilisé que pour surligner le titre de l'article dans l'introduction, une seule fois.
- L'italique est rarement utilisé : mots en langue étrangère, titres d'œuvres, noms de bateaux, etc.
- Les citations ne sont pas en italique mais en corps de texte normal. Elles sont entourées par des guillemets français : « et ».
- Les listes à puces sont à éviter, des paragraphes rédigés étant largement préférés. Les tableaux sont à réserver à la présentation de données structurées (résultats, etc.).
- Les appels de note de bas de page (petits chiffres en exposant, introduits par l'outil «  Source ») sont à placer entre la fin de phrase et le point final[comme ça].
- Les liens internes (vers d'autres articles de Wikipédia) sont à choisir avec parcimonie. Créez des liens vers des articles approfondissant le sujet. Les termes génériques sans rapport avec le sujet sont à éviter, ainsi que les répétitions de liens vers un même terme.
- Les liens externes sont à placer uniquement dans une section « Liens externes », à la fin de l'article. Ces liens sont à choisir avec parcimonie suivant les règles définies. Si un lien sert de source à l'article, son insertion dans le texte est à faire par les notes de bas de page.
- La présentation des références doit suivre les conventions bibliographiques. Il est recommandé d'utiliser les modèles {{Ouvrage}}, {{Chapitre}}, {{Article}}, {{Lien web}} et/ou {{Bibliographie}}. Le mode d'édition visuel peut mettre en forme automatiquement les références.
- Insérer une infobox (cadre d'informations à droite) n'est pas obligatoire pour parachever la mise en page.

Pour une aide détaillée, merci de consulter Aide:Wikification.
Si vous pensez que ces points ont été résolus, vous pouvez retirer ce bandeau et améliorer la mise en forme d'un autre article.
Luc Weibel est un écrivain, historien et traducteur suisse né à Genève en 1943. 

## Biographie
Après des études de lettres à l’université de Genève, il suit les séminaires de Roland Barthes à l’École des Hautes Études en Sciences Sociales à Paris. Sa thèse de doctorat, dirigée par Roland Barthes, est publiée en 1975 sous le titre Le Savoir et le corps. Essai sur le « Dictionnaire » de Pierre Bayle.
Par la suite, il collabore régulièrement avec la Quinzaine littéraire et le Journal de Genève en tant que chroniqueur littéraire et enseigne la traduction littéraire à l’École de Traduction et d’Interprétation de l’Université de Genève (ETI).

## Œuvre littéraire
En 1978, il publie aux éditions Zoé Pipes de terre et pipes de porcelaine. Souvenirs d’une femme de chambre en Suisse romande, 1920-1940, après avoir recueilli les souvenirs de Madeleine Lamouille. Ce livre met en évidence les conditions de vie et de travail d’une femme suisse de milieu pauvre, et son destin qui a été celui d'innombrables femmes de son époque et qui met en perspective la notion d'inégalité sociale, de droit à l’éducation, de droit à la parole et de représentativité culturelle, en particulier pour toute une population défavorisée qui n’a jamais cessé d’exister en Suisse, mais qui est très peu présente dans sa littérature et dans ses médias,. Véritable phénomène littéraire, le livre se vend à plus de 30'000 exemplaires. Il est réédité en 2021 avec une préface de l’historienne Michelle Perrot.
En 1980, il publie avec Charles Jullier Mémoires en ville. Les tramelots racontent.
En 1982, il publie Le Promeneur aux éditions Zoé.
En 1986, il publie Louise, les souvenirs de Louise Gouillet recueillis par sa fille Jo Kurz-Guillot. Dans ce livre, il poursuit son exploration d’une « Genève vue d’en-bas », de ses quartiers défavorisés et de son monde ouvrier. « Et parce que Louise vit une existence de pauvre à Genève, elle nous fait découvrir en passant les quartiers populaires de la Genève des années 1930, La Jonction, le boulevard Carl-Vogt, Plainpalais, le boulevard de la Cluse, tout un univers bien loin des clichés genevois, comme le relève encore Luc Weibel dans sa Postface : Un monde souvent artisanal, où l'on vit au jour le jour, où il est facile de se trouver un logement, voire un petit jardin à cultiver, mais où l'expulsion est plus facile encore. Un monde rebelle encore à l'ordre du travail régulier: Albert ne peut rester « enfermé » dans une usine ou un magasin, dès les beaux jours il reprend son métier de tapissier ambulant et part, avec sa bicyclette et sa charrette, sur les routes du canton.
Mais au-delà de ces aspects sociologiques, Louise est aussi le portrait littéraire et plein d’humour d’une femme qui garde sa dignité jusqu’au bout, et d’une lutteuse qui se défend avec les mots.
En 1988, il publie Arrêt sur image, puis L’Échappée belle en 1993.
Suivent de nombreuses publications : Le Monument (Zoé, 1994), Les Petits frères d’Amiel : entre autobiographie et journal intime, préface de Philippe Lejeune (Zoé, 1997) ; Charles Rosselet (1893-1946) ; un homme de raison au « temps des passions » (Genève, Collège du travail, 1997).
En 2003, il revient sur ses années de thèse à Paris et ses séjours en Allemagne et en Italie autour de 1968 dans Une Thèse pour rien. La comédie du savoir,(Paris, Le Passage, 2003).
Poursuivant ses recherches dans une direction plus historique, il publie en 2006 Croire à Genève : la salle de la Réformation (XIXe-XXe siècle), avec la collaboration de Henri Nerfin (Genève, Labor et Fides, 2006).
Il publie ensuite Les essais d’une vie. Charles Borgeaud (1861-1940) (Alphil, 2013), un essai sur son grand-père Charles Borgeaud, figure marquante du paysage intellectuel et universitaire de Genève au début du XXe siècle, qui a contribué à fixer l'image de sa ville en participant de façon décisive à la création du Monument international de la Réformation (1909-1917).
En 2016, il retranscrit dans Un été à la bibliothèque,, (La Baconnière, 2016) un journal qu’il a tenu de 2007 à 2010, alors qu’il découvrait la bibliothèque de son grand-père Charles Borgeaud dans la maison d’enfance de sa mère.
C’est dans cette bibliothèque qu’il met à jour une correspondance inédite entre le diariste Henri-Frédéric Amiel et Elisa Guédin, qu’il publie dans la revue Les Moments littéraires en 2020. (Henri-Frédéric Amiel / Elisa Guédin : Correspondance 1869-1881, Paris, Les Moments littéraires, Revue de littérature, Hors-Série 3, 2020).
En 2019, il publie Le Jubilé. En lisant la presse genevoise de 1959 (éd. Nicolas Junod), à l’occasion de l’anniversaire du Collège fondé par Calvin en 1559.
En 2020, il complète la trilogie de ses années d’études en publiant Le lecteur distrait,aux éditions Nicolas Junod.
En 2021, les éditions Zoé rééditent en poche sa traduction de l’allemand du livre de Nicolas Maienberg, Maurice Bavaud a voulu tuer Hitler, avec une préface de Serge Michel.
Après s’être intéressé aux bibliothèques des autres, Luc Weibel publie en 2023 Mes amis les livres (éd. Nicolas Junod), une déambulation dans sa propre bibliothèque et dans ses souvenirs.

### Distinctions
Luc Weibel a obtenu le Prix Lipp Suisse et le prix Schiller pour Arrêt sur image, et le prix Pittard de l’Andelyn pour l’ensemble de son œuvre en 2006.
Il est membre de l’Association pour l’autobiographie et le patrimoine autobiographique (APA) et de l’Association pour l’étude de l’histoire régionale (AEHR). 

## Liste des publications
- Le Savoir et le corps. Essai sur P. Bayle[18] (L'Âge d'homme, 1975).
- Pipes de terre et pipes de porcelaine. Souvenirs d’une femme de chambre en Suisse romande, 1920-1940, avec Madeleine Lamouille (Genève, Zoé, 1978).
- Traduction en allemand: Wir werden Sie Marie nennen: Erinnerungen eines Zimmermädchens, traduction de Klara Obermüller, Einsiedeln, Benziger, 1980.
- Mémoires en ville. Les tramelots racontent, avec Charles Jullier (Genève, Zoé, 1980).
- Le Promeneur (Genève, Zoé, 1982).
- Louise (Genève, Zoé, 1986).
- Arrêt sur image (Genève, Zoé, 1988).
- L’Échappée belle (Genève, Zoé, 1993).
- Le Monument (Genève, Zoé, 1994).
- Les Petits frères d’Amiel : entre autobiographie et journal intime, préface de Philippe Lejeune (Genève, Zoé, 1997).
- Charles Rosselet (1893-1946) ; un homme de raison au « temps des passions » (Genève, Collège du travail, 1997).
- Une Thèse pour rien. La comédie du savoir (Paris, Le Passage, 2003).
- Croire à Genève : la salle de la Réformation (XIXe-XXe siècle), avec la collaboration de Henri Nerfin (Genève, Labor et Fides, 2006).
- Jules Weibel. Un industriel au coeur de l'Europe. Lettres à sa famille 1857-1886 (éditions d'En bas, 2008).
- Les essais d’une vie. Charles Borgeaud (1861-1940) (Alphil, 2013).
- Un été à la bibliothèque (La Baconnière, 2016).
- Le Jubilé. En lisant la presse genevoise de 1959 (Genève, éd. Nicolas Junod, 2019).
- "Henri-Frédéric Amiel / Elisa Guédin : Correspondance 1869-1881", Paris, Les Moments littéraires, Revue de littérature, Hors-Série 3, 2020.
- Le lecteur distrait (Genève, éd. Nicolas Junod, 2020).
- Mes amis les livres (Genève, éd. Nicolas Junod, 2023).

### Traductions
Sigmund Freud - Arnolds Zweig : Correspondance 1927 - 1939, Freud, Sigmund ; Zweig, Arnold ; Weibel, Luc (traduction) ; Robert, Marthe (préface), Paris, Gallimard, 1973.
Maurice Bavaud a voulu tuer Hitler, Nicolas Maienberg, Zoé, 1982, réédition en 2021 avec une préface de Serge Michel.

### Articles de revues
« Entre lieu singulier et lieux communs : l’exemple du Calvinium de Genève », dans Lieux d’Europe, édité par Stella Ghervas et François Rosset, Éditions de la Maison des sciences de l’homme, 2008.
C. F. Ramuz, Découverte du monde, Daniel Maggetti et Stéphane Pétermann (dir.), introduction de Luc Weibel, Genève, Zoé, « Petite bibliothèque ramuzienne », 2022.